# Hrvatski rukometni kup za žene – kvalifikacije 2020./21.
Ovaj članak je podtema članka: Hrvatski rukometni kup za žene 2020./21.

Regionalne kvalifikacije za Hrvatski rukometni kup za žene za sezonu 2020./21. 
 
Igrane su u pet regija - "Istok", "Jug", "Sjever", "Središte" i "Zapad".

## Regija Istok
Klubovi iz županija: 
- Brodsko-posavska
- Osječko-baranjska
- Požeško-slavonska
- Vukovarsko-srijemska

1. kolo
| datum              | mjesto odigravanja | par                                           | rez.  | napomene                                               | izvještaj                                                                    |
| ------------------ | ------------------ | --------------------------------------------- | ----- | ------------------------------------------------------ | ---------------------------------------------------------------------------- |
| 25. studenog 2020. | Osijek             | Vinkovci - Osijek                             | 10:47 | "Osijek" se plasirao u osminu završnice Hrvatskog kupa | Arhivirana inačica izvorne stranice od 29. listopada 2021. (Wayback Machine) |
| 26. studenog 2020. | Osijek             | Legosice Osijek - Darda                       | 38:25 |                                                        | [neaktivna poveznica]                                                        |
| 26. studenog 2020. | Beli Manastir      | Baranja Beli Manastir - Brod (Slavonski Brod) | 35:21 |                                                        | Arhivirana inačica izvorne stranice od 29. listopada 2021. (Wayback Machine) |

## Regija Jug
Klubovi iz županija: 
- Dubrovačko-neretvanska
- Splitsko-dalmatinska
- Šibensko-kninska
- Zadarska

1. kolo
| datum              | mjesto odigravanja | par                                          | rez.  | napomene | izvještaj                                                                    |
| ------------------ | ------------------ | -------------------------------------------- | ----- | -------- | ---------------------------------------------------------------------------- |
| 11. studenog 2020. | Makarska           | Hoteli Makarska - Metković                   | 21:26 |          | Arhivirana inačica izvorne stranice od 18. listopada 2021. (Wayback Machine) |
| 12. studenog 2020. | Kaštel Sućurac     | Marina Kaštela (Kaštel Sućurac) - ŽARK Split | 27:32 |          | Arhivirana inačica izvorne stranice od 18. listopada 2021. (Wayback Machine) |
| 17. studenog 2020. | Solin              | Petason-Vranjic - Trogir 58                  | 27:22 |          | Arhivirana inačica izvorne stranice od 18. listopada 2021. (Wayback Machine) |

2. kolo
| datum              | mjesto odigravanja | par                                | rez.  | napomene | izvještaj                                                                    |
| ------------------ | ------------------ | ---------------------------------- | ----- | -------- | ---------------------------------------------------------------------------- |
| 24. studenog 2020. | Solin              | Petason-Vranjic - Dalmatinka Ploče | 30:28 |          | Arhivirana inačica izvorne stranice od 18. listopada 2021. (Wayback Machine) |
| 26. studenog 2020. | Zadar              | Zadar - Split 2010                 | 23:24 |          | Arhivirana inačica izvorne stranice od 18. listopada 2021. (Wayback Machine) |
| 21. siječnja 2021. | Split              | ŽARK Split - Orkan Dugi Rat        | 32:24 |          | Arhivirana inačica izvorne stranice od 18. listopada 2021. (Wayback Machine) |
| 21. siječnja 2021. | Metković           | Metković - Sinj                    | 22:19 |          | Arhivirana inačica izvorne stranice od 18. listopada 2021. (Wayback Machine) |

3. kolo
| datum              | mjesto odigravanja | par                          | rez.  | napomene | izvještaj                                                                    |
| ------------------ | ------------------ | ---------------------------- | ----- | -------- | ---------------------------------------------------------------------------- |
| 25. siječnja 2021. | Solin              | Petason-Vranjic - Split 2010 | 28:25 |          | Arhivirana inačica izvorne stranice od 18. listopada 2021. (Wayback Machine) |
| 31. siječnja 2021. | Metković           | Metković - ŽARK Split        | 27:34 |          | Arhivirana inačica izvorne stranice od 18. listopada 2021. (Wayback Machine) |

4. kolo
| datum             | mjesto odigravanja | par                          | rez.  | napomene                                                                        | izvještaj                                                                    |
| ----------------- | ------------------ | ---------------------------- | ----- | ------------------------------------------------------------------------------- | ---------------------------------------------------------------------------- |
| 11. veljače 2021. | Split              | ŽARK Split - Petason-Vranjic | 29:34 | "ŽARK Split" i "Petason-Vranjic" se plasirali u osminu završnice Hrvatskog kupa | Arhivirana inačica izvorne stranice od 18. listopada 2021. (Wayback Machine) |

## Regija Sjever
Klubovi iz županija: 
- Bjelovarsko-bilogorska
- Koprivničko-križevačka
- Međimurska
- Varaždinska
- Virovitičko-podravska

1. kolo
| datum              | mjesto odigravanja | par                         | rez.      | napomene                                                         | izvještaj             |
| ------------------ | ------------------ | --------------------------- | --------- | ---------------------------------------------------------------- | --------------------- |
|                    |                    | Prelog - Pitomača           | 0:10 b.b. | "Pitomača" prošla bez borbe                                      |                       |
| 26. studenog 2020. | Garešnica          | Garešnica - 1234 Virovitica | 19:43     | "1234 Virovitica" se plasirala u osminu završnice Hrvatskog kupa | [neaktivna poveznica] |

2. kolo
| datum             | mjesto odigravanja | par                 | rez.  | napomene | izvještaj                                                |                                                                              |
| ----------------- | ------------------ | ------------------- | ----- | -------- | -------------------------------------------------------- | ---------------------------------------------------------------------------- |
| 10. veljače 2021. | Đurđevac           | Đurđevac - Pitomača | 37:29 |          | "Đurđevac" se plasirao u osminu završnice Hrvatskog kupa | Arhivirana inačica izvorne stranice od 18. listopada 2021. (Wayback Machine) |

## Regija Središte
Klubovi iz županija: 
- Karlovačka
- Krapinsko-zagorska
- Sisačko-moslavačka
- Zagrebačka
- Grad Zagreb

1. kolo
| datum              | mjesto odigravanja | par                                            | rez.  | napomene | izvještaj                                                                    |
| ------------------ | ------------------ | ---------------------------------------------- | ----- | -------- | ---------------------------------------------------------------------------- |
| 26. siječnja 2021. | Samobor            | Samobor - Dugo Selo '55                        | 27:34 |          | Arhivirana inačica izvorne stranice od 18. listopada 2021. (Wayback Machine) |
| 31. siječnja 2021. | Velika Gorica      | Udarnik Velika Gorica - Zaprešić               | 39:14 |          | Arhivirana inačica izvorne stranice od 18. listopada 2021. (Wayback Machine) |
| 9. veljače 2021.   | Sveti Ivan Zelina  | Trešnjevka Zagreb - Zelina (Sveti Ivan Zelina) | 45:19 |          | Arhivirana inačica izvorne stranice od 18. listopada 2021. (Wayback Machine) |
| 11. veljače 2021.  | Ivanić-Grad        | Ivanić (Ivanić-Grad) - Š.R. Karlovac           | 34:22 |          | Arhivirana inačica izvorne stranice od 18. listopada 2021. (Wayback Machine) |

2. kolo
| datum             | mjesto odigravanja | par                                          | rez.  | napomene                                                    | izvještaj                                                                    |
| ----------------- | ------------------ | -------------------------------------------- | ----- | ----------------------------------------------------------- | ---------------------------------------------------------------------------- |
| 17. veljače 2021. | Dugo Selo          | Dugo Selo '55 - Trešnjevka Zagreb            | 24:36 | "Trešnjevka" se plasirala u osminu završnice Hrvatskog kupa | Arhivirana inačica izvorne stranice od 18. listopada 2021. (Wayback Machine) |
| 18. veljače 2021. | Ivanić-Grad        | Udarnik Velika Gorica - Ivanić (Ivanić-Grad) | 21:26 | "Ivanić" se plasirao u osminu završnice Hrvatskog kupa      | Arhivirana inačica izvorne stranice od 18. listopada 2021. (Wayback Machine) |

## Regija Zapad
Klubovi iz županija: 
- Istarska
- Ličko-senjska
- Primorsko-goranska

1. kolo
| datum              | mjesto odigravanja | par                              | rez.      | napomene                      | izvještaj                                                                    |
| ------------------ | ------------------ | -------------------------------- | --------- | ----------------------------- | ---------------------------------------------------------------------------- |
|                    |                    | Senia Senj - Murvica Crikvenica  | 0:10 b.b. | "Crikvenica" prošla bez borbe |                                                                              |
| 25. studenog 2020. | Opatija            | Liburnija-Opatija - Zamet Rijeka | 18:30     |                               | Arhivirana inačica izvorne stranice od 18. listopada 2021. (Wayback Machine) |
| 9. veljače 2021.   | Pula               | Arena Pula - Rudar Labin         | 18:31     |                               | Arhivirana inačica izvorne stranice od 18. listopada 2021. (Wayback Machine) |

2. kolo
| datum             | mjesto odigravanja | par                               | rez.  | napomene                                              | izvještaj                                                                    |
| ----------------- | ------------------ | --------------------------------- | ----- | ----------------------------------------------------- | ---------------------------------------------------------------------------- |
| 16. veljače 2021. | Labin              | Rudar Labin - Umag                | 22:25 | "Umag" se plasirao u osminu završnice Hrvatskog kupa  | Arhivirana inačica izvorne stranice od 18. listopada 2021. (Wayback Machine) |
| 17. veljače 2021. | Rijeka             | Zamet Rijeka - Murvica Crikvenica | 30:24 | "Zamet" se plasirao u osminu završnice Hrvatskog kupa | Arhivirana inačica izvorne stranice od 18. listopada 2021. (Wayback Machine) |

## Vanjske poveznice
- hrs.hr, Hrvatski rukometni savez
- Natjecanje / Hrvatski kup - Žene
- hrs.hr, Kup Hrvatske